# 무함마드알리 모스크

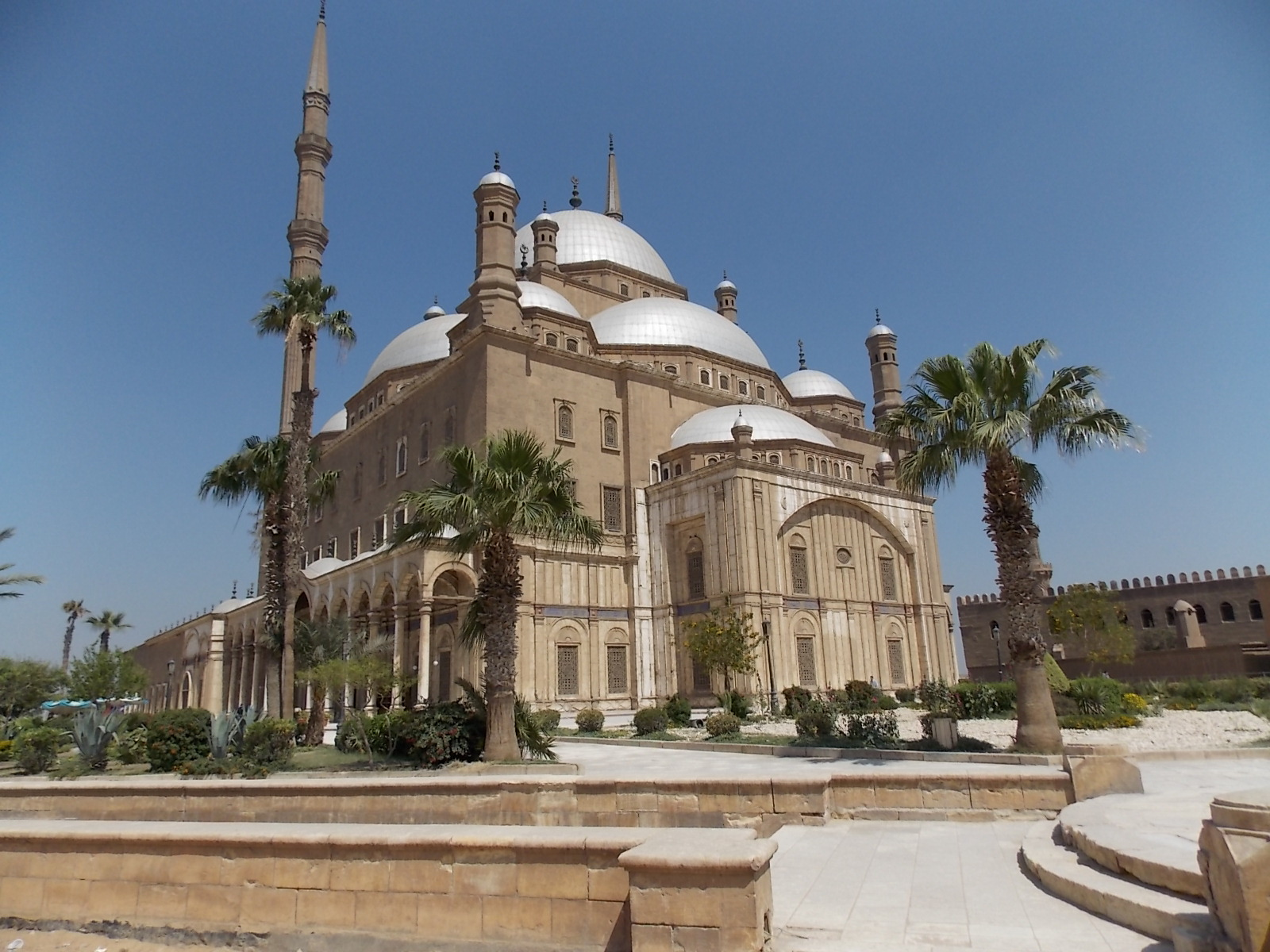

무함마드알리 모스크(Mosque of Muhammad Ali) 또는 모하메드 알리 모스크는 이집트 카이로 성채에 위치한 모스크이며 1830년부터 1848년 사이 무함마드 알리에 의해 주문되었다.
2개의 높은 첨탑과 거대한 돔이 특징이며, 다량의 석고가 건축에 쓰였기 때문에 ‘앨러배스터 모스크’라고도 부른다. 1824년에 착공, 1857년 모하메드 알리의 아들 사이드 파샤의 시대에 완공되었다. 내부에는 많은 등과 샹들리에가 달려 있고, 주위를 둘러싼 스테인드글라스도 아름답다. 안뜰의 구석에는 프랑스 정부에서 받은 큰 시계가 놓여 있으며 이것은 모하메드 알리가 프랑스에 오벨리스크를 선물하고 답례품으로 받은 것인데, 그 오벨리스크는 지금도 파리 콩코르드 광장에 서 있다.

## 같이 보기
- 이슬람 미술
- 이슬람 건축
- 오스만 건축

 위키미디어 공용에 무함마드알리 모스크 관련 미디어 분류가 있습니다.